# Площа Олександра Поляка
Площа Олександра Поляка — площа в центрі міста Запоріжжя, що розташована на перетині проспекту Соборного з вулицями Героїв Крут та Сергія Тюленіна.

## Історія
Архітектурний ансамбль площі очолюють дві житлові будівлі з баштами, які побудовані впродовж 1951—1953 років за проєктом харківського архітектора Я. Бліндера. 18 листопада 1952 року по проспекту Соборному у напрямку проспекту Металургів відкритий шляхопровід, який з обох боків прикрашають колони з ліхтарями. Під шляхопроводом проходить залізнична лінія Апостолове — Запоріжжя, біля якого розташований зупинний пункт Платформа 174 км.
Сучасний вигляд площа отримала у травні 2002 року після її реконструкції.
10 лютого 2005 року виконавчим комітетом Запорізької міської ради внесено на розгляд мешканців міста пропозицію щодо присвоєння площі ім'я Олександра Поляка, колишнього міського голови

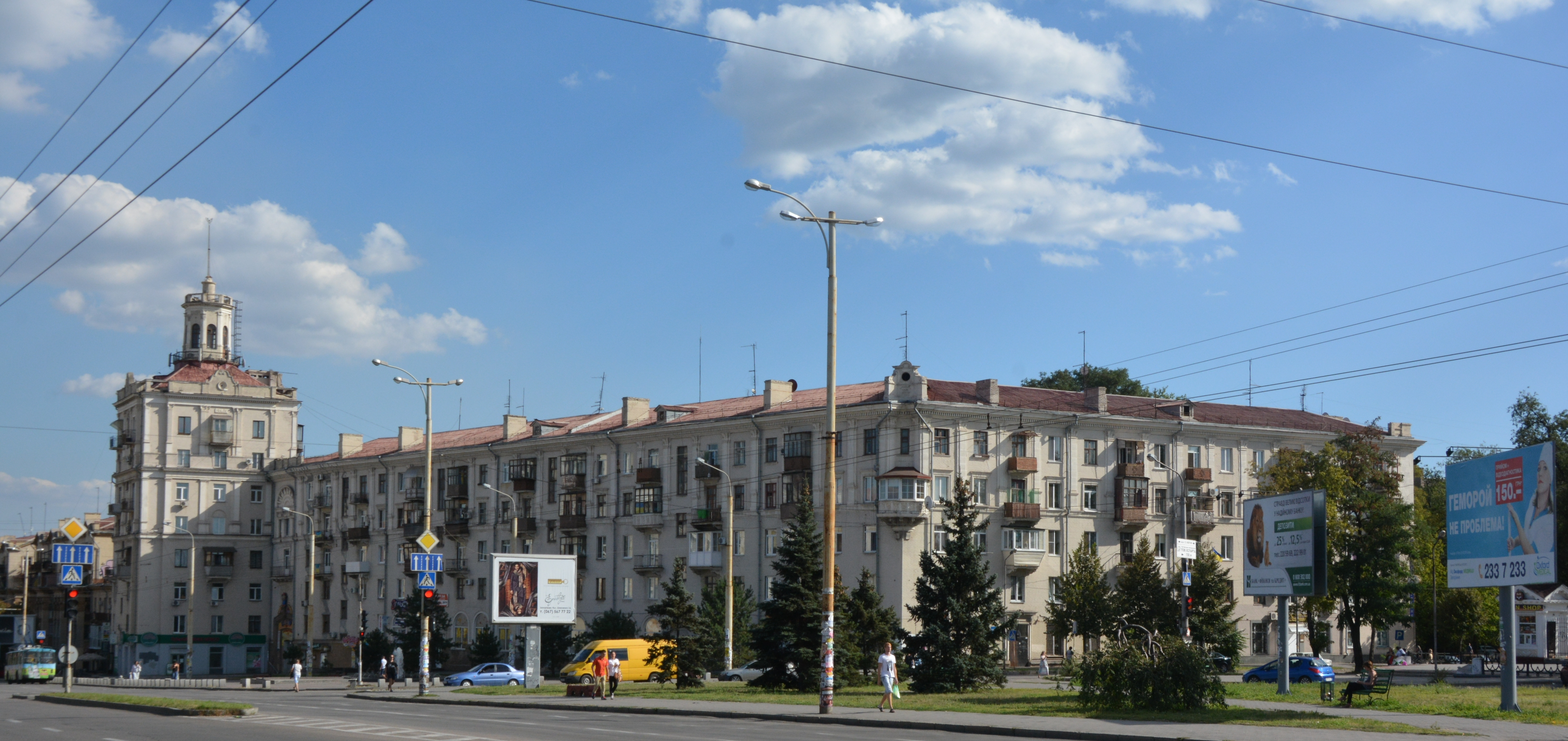
Площа Поляка (проспект Соборний, 173)
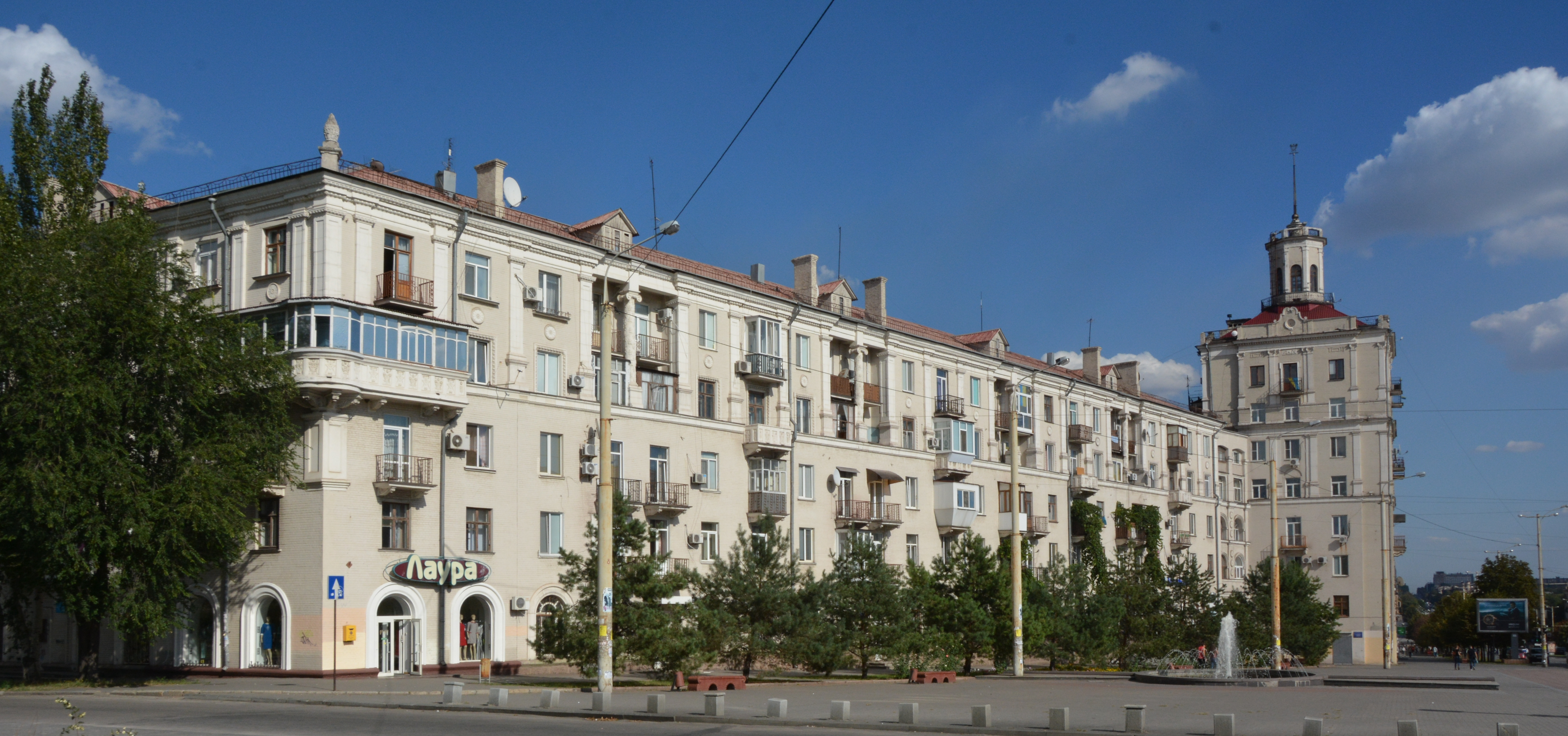
Площа Поляка (проспект Соборний, 214)

11 жовтня 2005 року площа отримала сучасну назву.
В ніч з 6 на 7 листопада 2017 року з будівлі департаменту інфраструктури та благоустрію Запорізької міської ради було вкрадено бюст колишньому міському голові Запоріжжя Олександру Поляку. Винних в цьому злочині так і не було знайдено. 22 лютого 2018 року, на місті бюсту встановлено барельєф Олександра Поляка.
23 серпня 2022 року, до Дня Незалежності України, у Запоріжжі з'явилася патріотична зупинка громадського транспорту «Площа імені Олександра Поляка», яку активісти розфарбували у кольори українського прапору з написом — «Вознесенівський район — серце Запоріжжя».
29 березня 2023 року на шпилі першої вежі (Соборний проспект, 214) на площі Олександра Поляка встановлений державний символ — Герб України, а 30 березня 2023 року — на шпилі другої вежі (Соборний проспект, 171-А), замість радянської символіки. До кінця березня 2023 року державний символ був встановлений у чотирьох місцях Запоріжжя. Тризуби встановлювали представники ГО «Побратими Запоріжжя» та «Побратими Рівного» за власні кошти і замінювали радянську символіку на українську. Питання щодо її ліквідації громадські активісти вирішували спільно з місцевою владою.

## Галерея

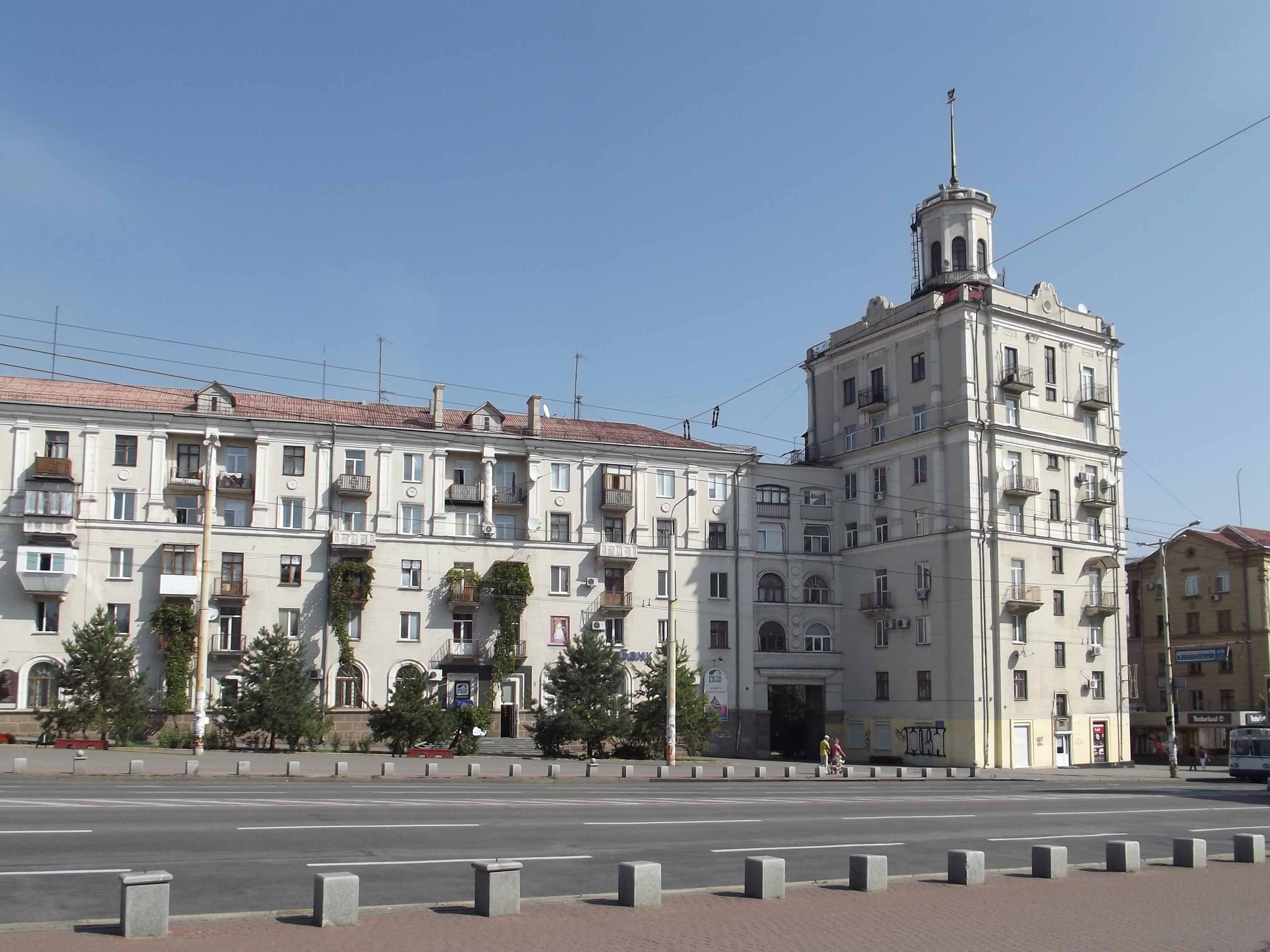
Будівля з башнею на площі Олександра Поляка
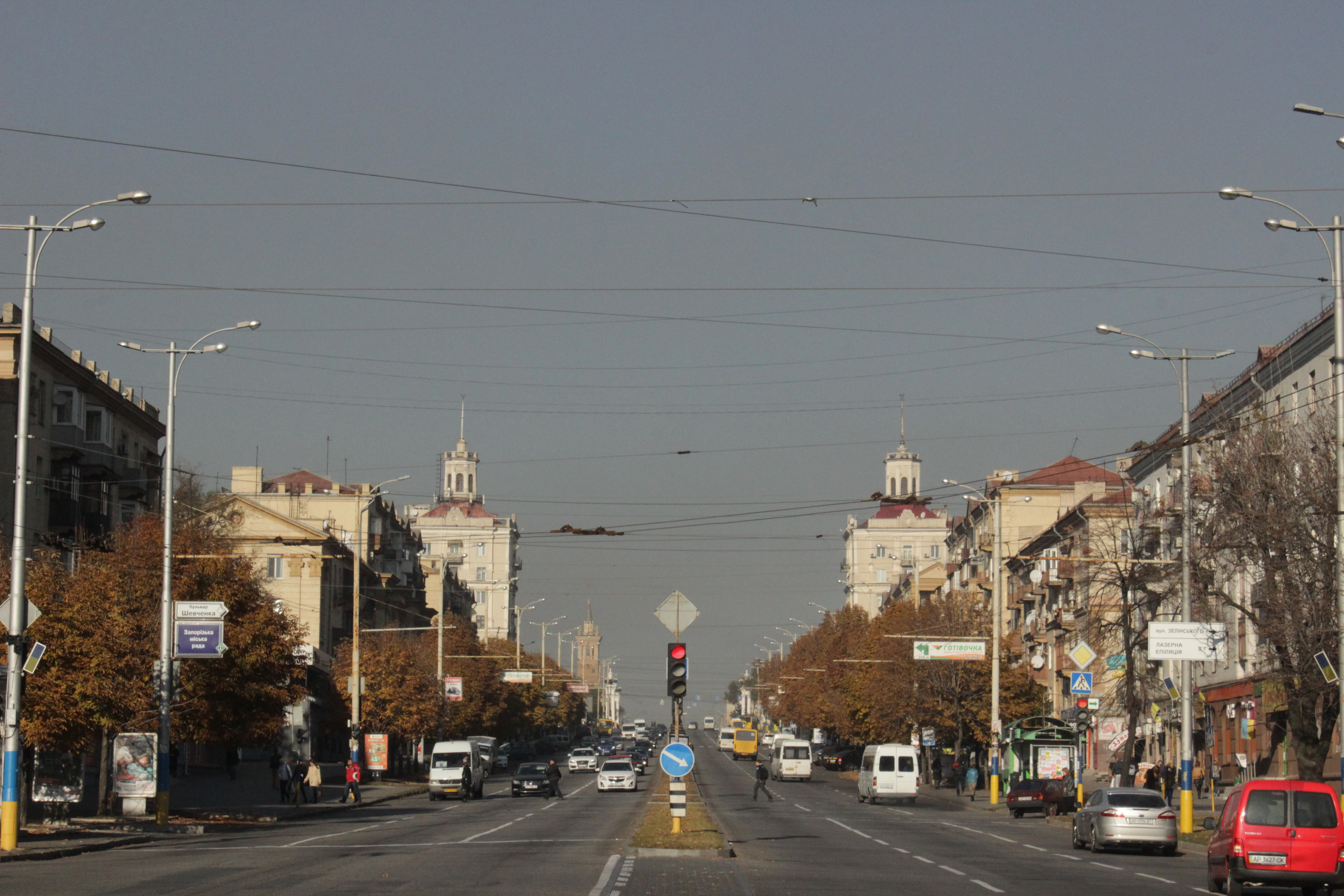
Вигляд на башні з боку бульвара Шевченка
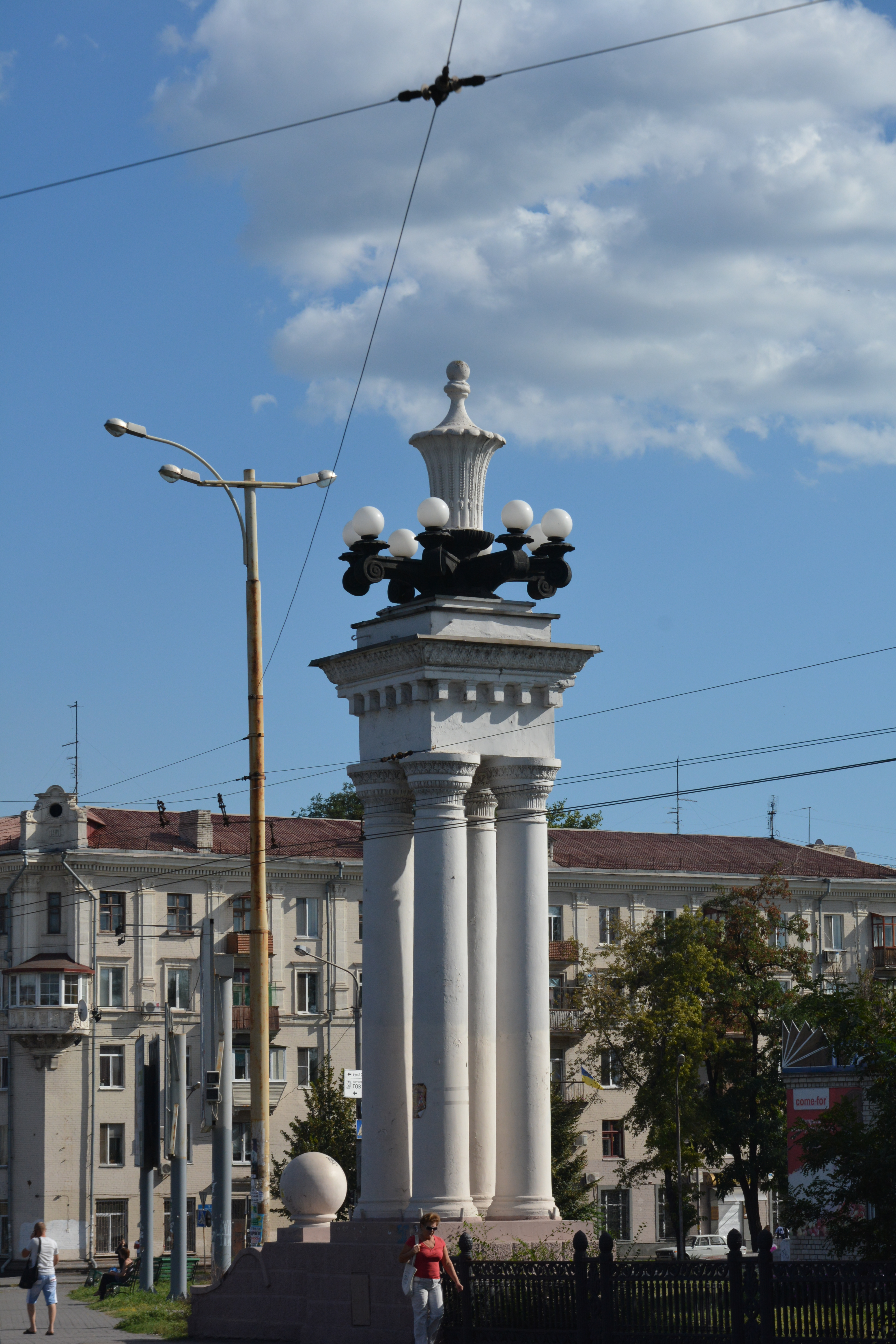
Шляхопровід через залізницю
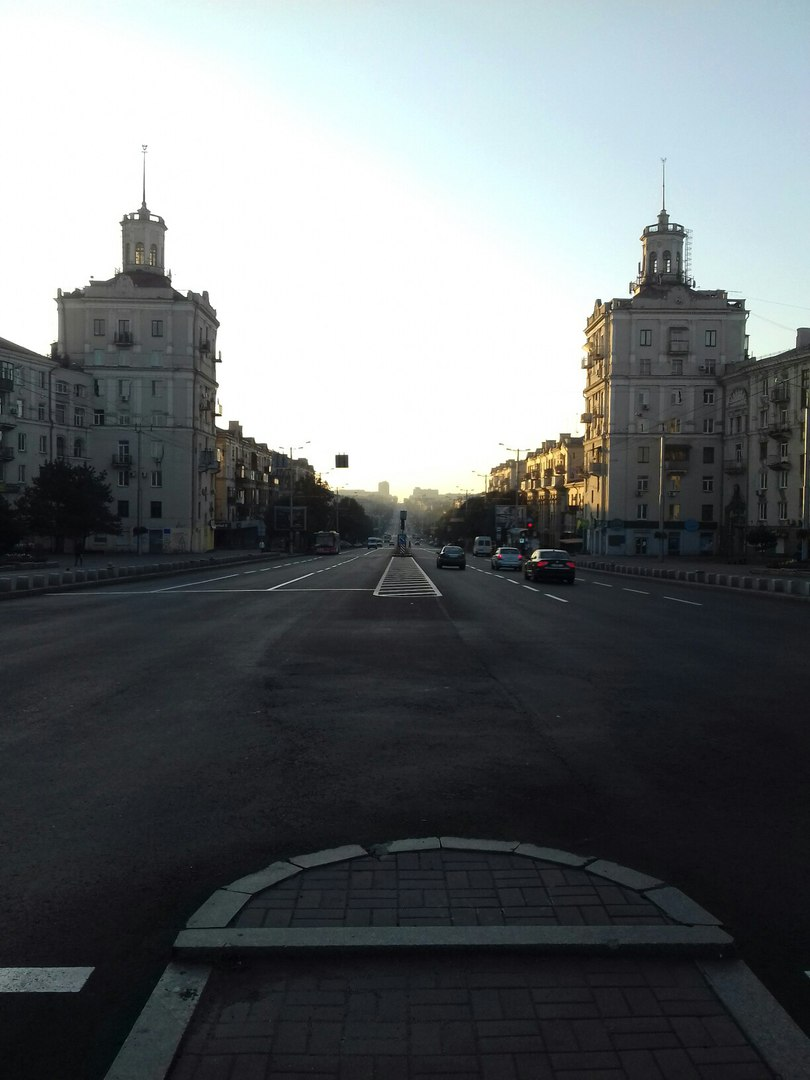
Вигляд у напрямку бульвара Шевченка
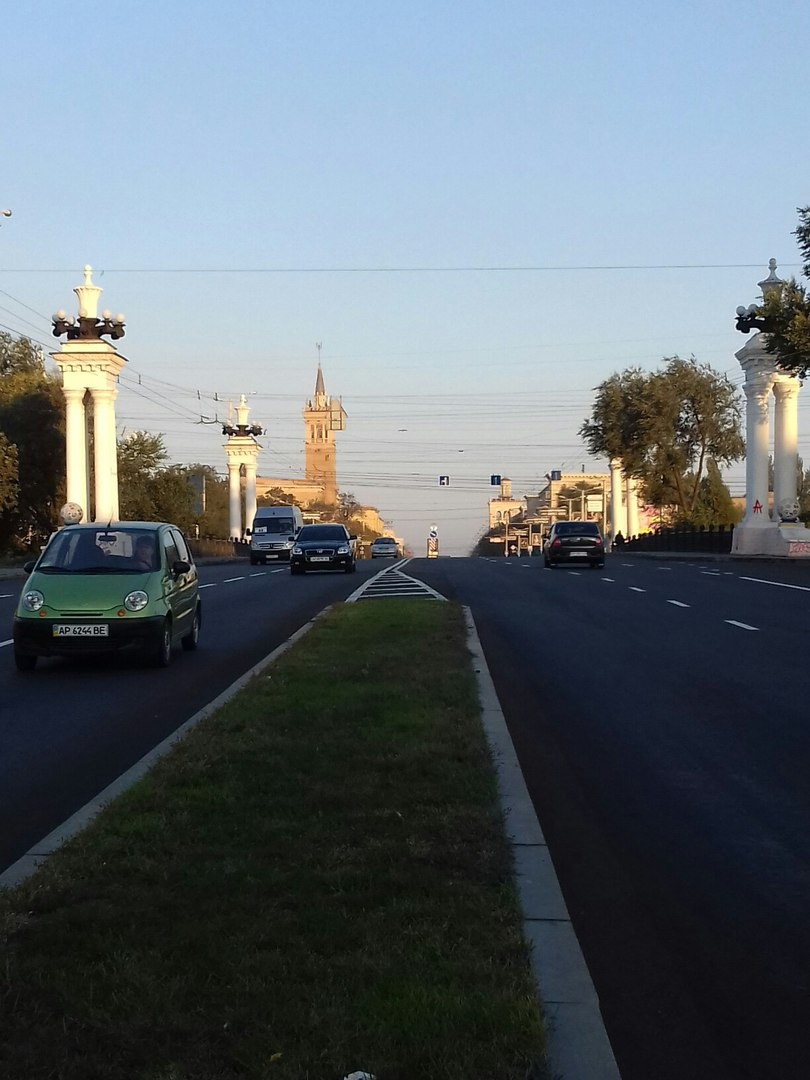
Вигляд у напрямку проспекту Металургів

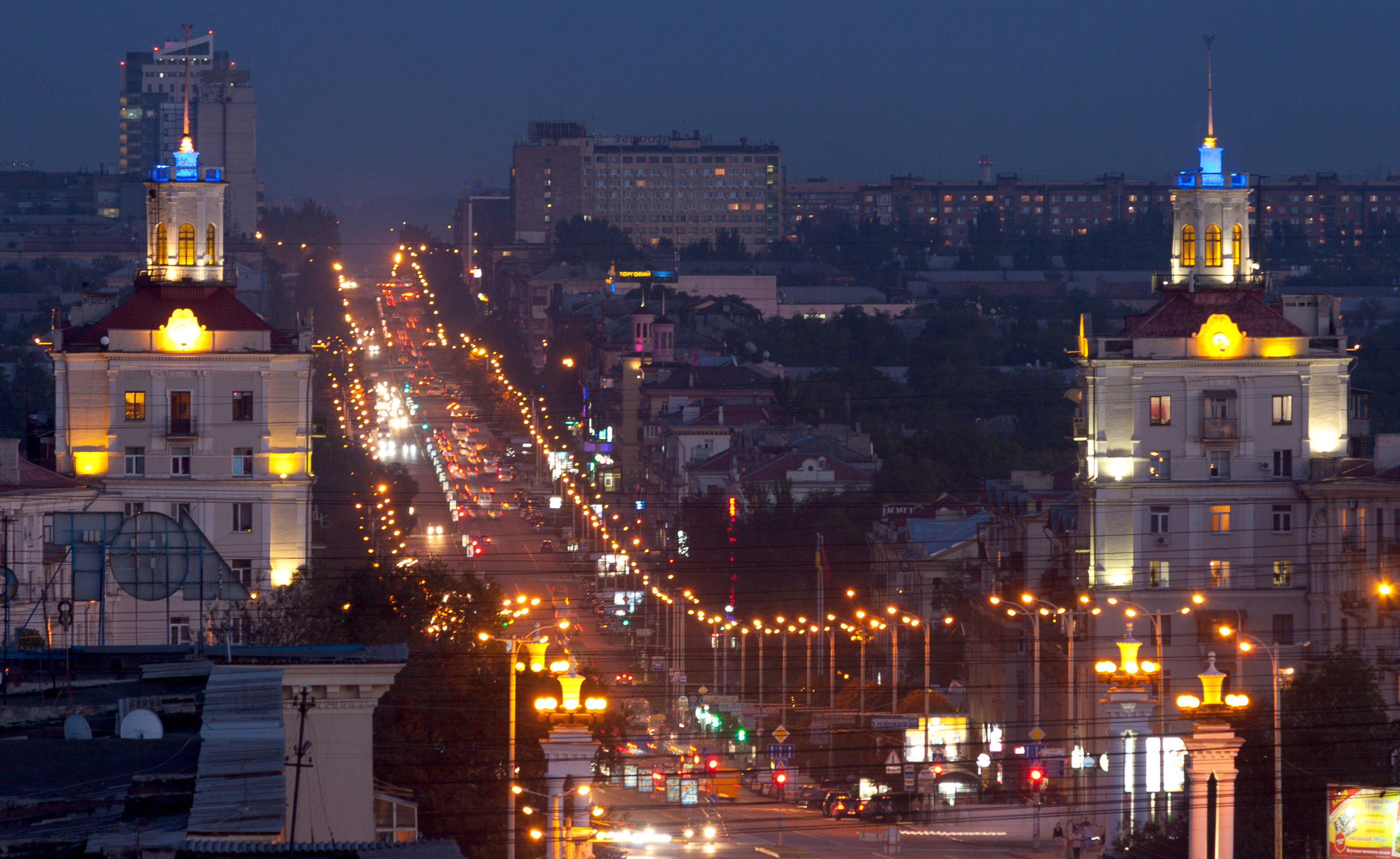
Вечірнє Запоріжжя. Вигляд на площу Олександра Поляка
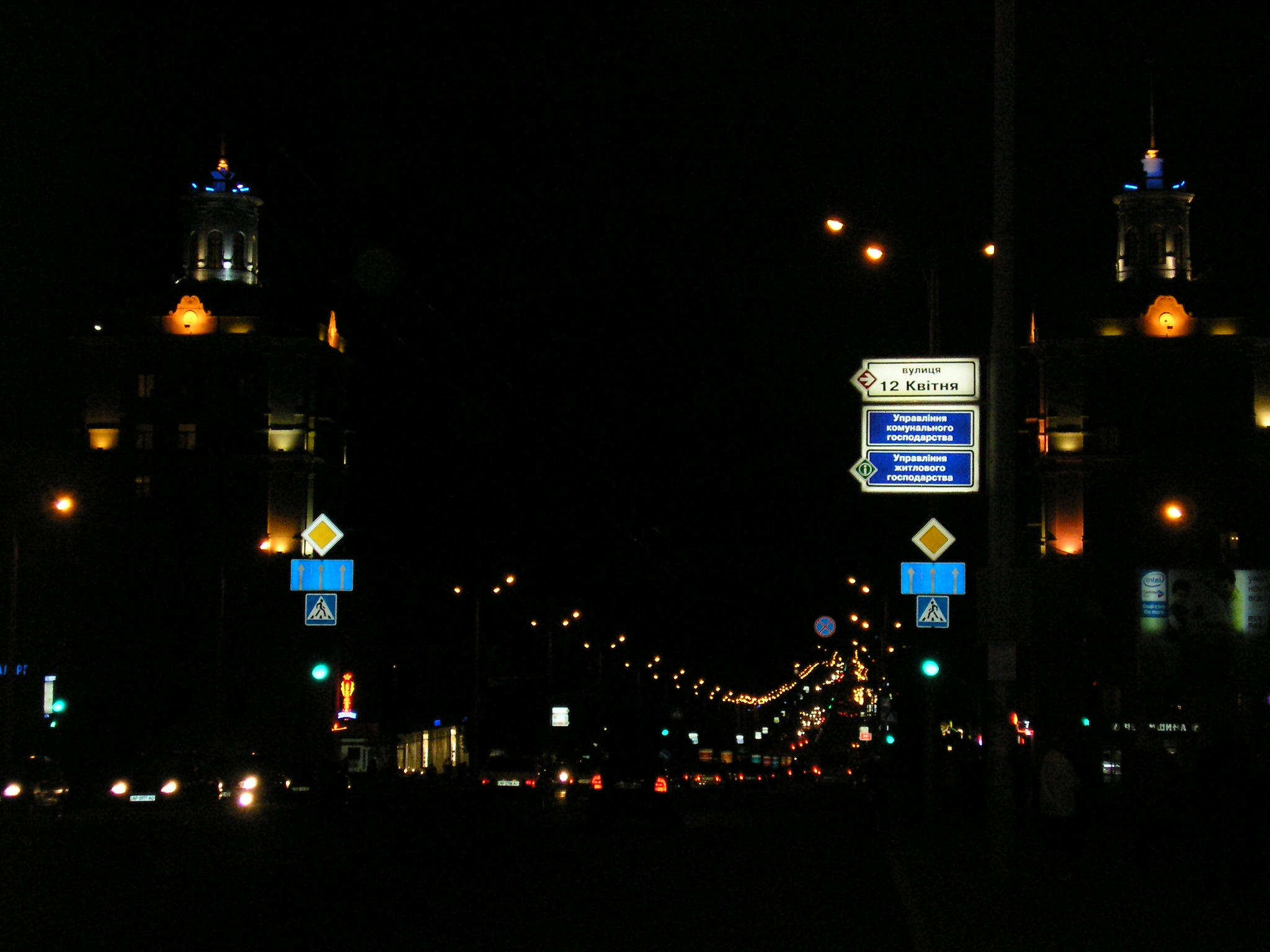
Площа вночі